# Lydina ussuricola
Lydina ussuricola är en tvåvingeart som beskrevs av Richter 1993. Lydina ussuricola ingår i släktet Lydina och familjen parasitflugor. Inga underarter finns listade i Catalogue of Life.